# Мітлаві
Мітлаві (араб. المتلوي) — місто в Тунісі. Входить до складу вілаєту Гафса. Станом на 2004 рік тут проживало 37 099 осіб.

## Інфраструктура
Мітлаві є важливою залізничною станцією в південній частині Тунісу. Місто розташоване поблизу залізничної лінії Сус—Тозер.